# Chlorotrifluorométhane
Le chlorotrifluorométhane CClF3, également appelé fréon 13, CFC-13, ou R-13, est un halogénoalcane de la famille des chlorofluorocarbures (CFC). C'est un gaz ininflammable, non-corrosif, incolore, inodore (sauf en très grande concentration où son odeur est douce et éthérée, proche de celle du tétrachlorométhane).
Il est utilisé comme réfrigérant sous le nom de R-13, mais du fait de la dégradation de l'ozone qu'il engendre, son usage est de plus en plus réduit. Le Protocole de Montréal a décidé l'arrêt total de sa production en 2010.

## Propriétés
- ODP (Ozone Depletion Potential) : 1
- GWP (Global Warming Potential) : 14000